# Sancha de León, reina de León
Sancha de León (c. 1192-Monasterio de Santa María de Villabuena, antes de 1243), hija del rey Alfonso IX de León y de Teresa de Portugal, fue reina de jure de León junto a su hermana Dulce, en 1230. Los datos biográficos de la infanta Sancha se confunden y mezclan frecuentemente con los de su media hermana Sancha Alfonso de León, hija ilegítima de su padre con Teresa Gil de Soverosa.

## Vida
Era hija primogénita de Alfonso IX de León y de su primera esposa Teresa de Portugal y hermana del infante Fernando, que estaba destinado a suceder a su padre en el trono. La prematura muerte de su hermano el infante Fernando en 1214 determinaría la unión de los reinos castellano y leonés en la persona de Fernando el Santo, medio hermano de Sancha, nacido del segundo matrimonio de Alfonso IX con Berenguela de Castilla tras la anulación, en 1194 del matrimonio de los padres de Sancha debido a la consanguinidad entre los cónyuges.
En 1216, Sancha fue prometida en matrimonio al rey castellano Enrique I, aunque el enlace no se llegó a celebrar debido a la prematura muerte de Enrique en 1217. En ese mismo año, el rey Alfonso IX, concedió a las dos hijas de su primer matrimonio, Sancha y Dulce, varias heredades así como una pensión vitalicia.
En 1230 falleció Alfonso IX, nombrando herederas del reino leonés a sus dos hijas, Sancha y Dulce, lo que supone la relegación a un segundo plano del ya entonces rey de Castilla Fernando el Santo.
Ante esta situación, Fernando reclamó sus derechos al trono leonés que logró obtener gracias a las artes diplomáticas de su madre Berenguela, quien llegó a un acuerdo con Teresa de Portugal, la madre de las dos herederas. En efecto las que fueron esposas de Alfonso IX firmaron un acuerdo conocido como la Concordia de Benavente, por el cual Sancha y Dulce renunciaban a sus derechos y reconocían a Fernando como rey de León a cambio de una importante compensación económica.
Retirada en el monasterio cisterciense de Santa María en Villabuena, en el Bierzo, que había fundado su madre con el apoyo del rey Alfonso IX, Sancha falleció allí antes de 1243 según relata el arzobispo de Toledo, Rodrigo Jiménez de Rada en De rebus Hispaniae cuando menciona que Teresa había sido madre de Sancha y Fernando, que ya habían fallecido sin descendencia, y que la hermana de ambos, Dulce, aún vivía.
Como ha sido destacado, Sancha pudo ejercer como patrocinadora de la lírica gallego-portuguesa.
| Predecesor: Alfonso IX | Reina titular de León Junto a su hermana Dulce 1230 | Sucesor: Fernando III |